# Freden i Kiel
Freden i Kiel slöts den 14 januari 1814 i Kiel mellan å ena sidan Sverige och Storbritannien och å andra sidan Danmark, och innebar att Danmark avträdde Norge till Sverige. Freden var inledningen till, och enligt svenskt synsätt grundlagsskyddet för, den Svensk-norska unionen som existerade mellan 1814 och 1905. Fredstraktatet var ett resultat av att Danmark som Napoleons bundsförvant stod på den förlorande sidan i Napoleonkrigen, medan Sverige stod på den segrande allierade sidan.

## Historik
Efter slaget vid Leipzig 1813 vände den svenske tronföljaren Karl Johan, som var överbefälhavare för den allierade Nordarmén, sina trupper mot Danmark och tvingade detta land till fred. Enligt fredstraktaten i Kiel avträdde den danska konungen Norge till konungen av Sverige medan Sverige avträdde Svenska Pommern och Rügen till Danmark samt en miljon riksdaler.
I det första utkastet till fredstraktat omfattade det hela kungariket Norge, men i det färdiga traktaten undantogs de norska biländerna, Grönland, Island och Färöarna. Mellan första utkastet och det slutgiltiga traktatet ändrades också Norges status, från att det skulle införlivas i Sverige, till att det skulle bilda ett konungarike under svenska kungens ägande och suveränitet. Avtalet att Norge skulle tvingas in i en union med Sverige och dessutom skulle förlora sina biländer väckte stor vrede i Norge. Än i dag räknas Grönland och Färöarna som danskt, inte norskt. Den 17 maj antogs den norska grundlagen (baserad på Montesquieus maktdelningslära) i Eidsvoll, och den folkvalda församlingen valde därpå den danske arvprinsen Kristian Fredrik (sedermera Kristian VIII av Danmark) till norsk kung. Men utan utländskt stöd kunde inte den nya regimen i längden stå emot den svenska kronprinsen Karl Johans krav på Kieltraktatens uppfyllande, och efter ett kort krig, i Sverige kallat Fälttåget mot Norge, fick norrmännen ge vika. Den 4 november 1814 enades så stortinget och de svenska förhandlarna om villkoren, och en reviderad norsk författning antogs och Karl XIII (i Norge Karl II) valdes till norsk kung i en personalunion med Sverige.
Kielfredens traktat, i synnerhet dess fjärde artikel, blev en stridsfråga vid upplösningen av unionen mellan Sverige och Norge. Hans Forssell gjorde 1895 ett mycket uppmärksammat inlägg i den så kallade Unionsdebatten där han ville bevisa, att Norge inte avträtts till Sveriges krona utan till Sveriges kung, för att vara ett kungarike förenat med Sverige. Motståndarna i den så kallade "Alinska skolan" leddes av Oscar Alin, som menade att Norge tillfallit Sveriges kung i egenskap av rikets representant, och bidrog avsevärt till att stärka den nationalanda som kännetecknar epoken.
Mellan 1808 och 1814 var den danska ön Anholt besatt av brittiska trupper. Danskarna försökte återta ön under det så kallade Kanonbåtskriget 1811, vilket inte lyckades. Britterna lämnade dock Anholt efter freden.